# Scheele (Familienname)
Scheele ist ein deutscher Familienname.

## Namensträger
- Adolf Scheele (1808–1864), deutscher Pfarrer und Botaniker
- Andreas Scheele (v. 1638 – 1677), deutscher Goldschmied und Münzmeister
- Audrey Käthe von Scheele (* 2000), deutsche Schauspielerin
- Brigitte Scheele (* 1942), deutsche Psychologin
- Carl Wilhelm Scheele (1742–1786), deutsch-schwedischer Chemiker und Apotheker
- Claus Scheele (* 1943), deutscher Künstler
- Detlef Scheele (* 1956), deutscher Politiker (SPD)
- Ernst von Scheele (1852–1909), deutscher Generalmajor
- Friedrich Scheele (Historiker) (* 1960), deutscher Historiker, Volkskundler und Museumsleiter
- Friedrich August Scheele (1776–1852), deutscher Pfarrer
- Günter Scheele (1905–1982), deutscher Sportpädagoge
- Gustav von Scheele (1844–1925), deutscher Verwaltungsbeamter
- Hans Scheele (1908–1941), deutscher Leichtathlet
- Hans-Karl von Scheele (1892–1955), deutscher General und Richter
- Heike Scheele (* 1958), Bühnen- und Kostümbildnerin
- Heinrich Scheele (Abt) († 1622), deutscher Geistlicher, Abt von Riddagshausen
- Heinrich Scheele (Jurist) (1825–1882), deutscher Richter
- Heinrich Scheele (Lehrer) (1876–1952), deutscher Lehrer, Rektor, Schulrat
- Heinrich Scheele (Unternehmer) (vor 1899–nach 1906), deutscher Unternehmensgründer
- Heinrich Scheele (Politiker, 1889) (1889–nach 1933), deutscher Politiker (CSVD), MdL Preußen
- Heinrich Scheele (Politiker, II), deutscher Politiker (NSDAP), Bürgermeister von Ahrensburg
- Herbert Scheele (1905–1981), englischer Badmintonspieler
- Hildegard Scheele (1898–1966), deutsche Malerin und Restauratorin
- Hugo Scheele (1881–1960), deutscher Maler, Grafiker und Schriftsteller
- Ida von Scheele-Müller (1862–1933), deutsche Opernsängerin
- Johann Daniel Victor von Scheele (1705–1774), deutscher Generalleutnant
- Johannes Scheele (1385/1390–1439), deutscher Geistlicher, Bischof von Lübeck, siehe Johannes Schele
- Johannes Scheele (Mediziner) (* 1947/1948), deutscher Chirurg
- Jürgen Scheele (* 1946), deutscher Jazzmusiker
- Karin Scheele (* 1968), österreichische Politikerin (SPÖ)
- Karl Scheele (Theologe) (1810–1871), deutscher Theologe, Pädagoge und Pfarrer
- Karl Scheele (Mediziner) (1884–1966), deutscher Chirurg
- Kurt Scheele (1905–1944), deutscher Künstler
- Lucy Ella von Scheele (* 2002), deutsche Schauspielerin
- Ludwig Nicolaus von Scheele (1796–1874), deutsch-dänischer Jurist und Politiker
- Meta Scheele (1904–1942), deutsche Schriftstellerin und Historikerin
- Michael Scheele (* 1948), deutscher Rechtsanwalt
- Nick Scheele (Nicholas Vernon Scheele; 1944–2014), britischer Manager und Hochschulkanzler
- Paul-Werner Scheele (1928–2019), deutscher Geistlicher und Theologe, Bischof von Würzburg
- Petrus Scheele (1623–1700), deutscher Geistlicher
- Theodor Scheele (1834–1910), deutscher Architekt
- Thomas von Scheele (* 1969), schwedischer Tischtennisspieler
- Ulrich Scheele (* 1946), deutscher Journalist und Zeitschriftenverleger
- Walter Scheele (1926–2016), deutscher Wirtschaftswissenschaftler